# Okushiri (Insel)

Okushiri (Satellitenaufnahme, 2017)

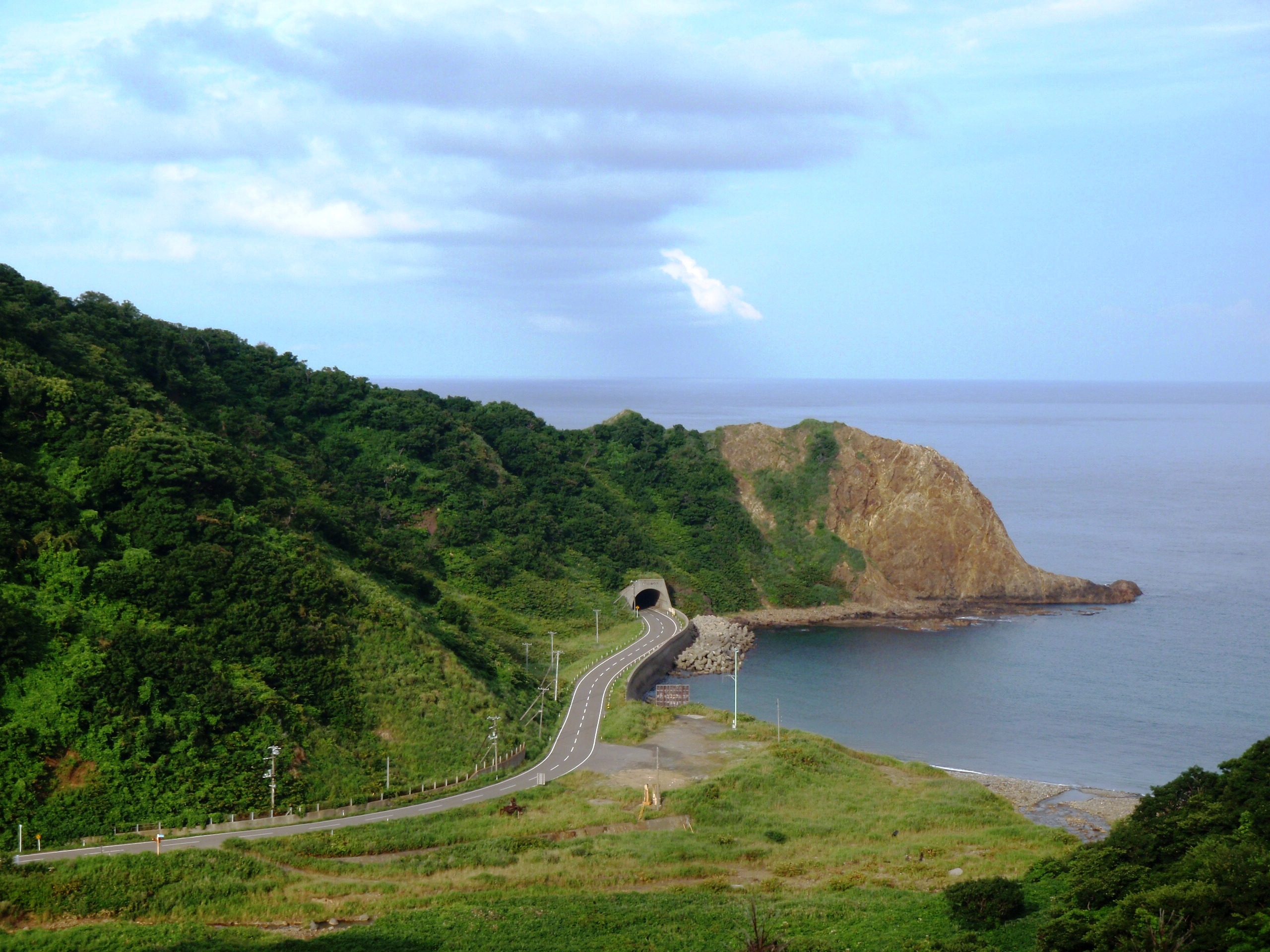
Okushiri (2011)

Okushiri (jap. 奥尻島, -tō) ist eine japanische Insel vor der Oshima-Halbinsel. Administrativ gehört sie zur Präfektur Hokkaidō. Auf der Insel befindet sich der Landkreis Okushiri mit dessen einziger Gemeinde Okushiri.
Die Insel hat eine Fläche von 142,69 km² und eine Einwohnerzahl von 2603 (31. Mai 2019). Die höchste Erhebung ist der Kamui-yama (神威山) mit 584 m.
Bekannt ist die Insel für ihre Seeigel und den Nabetsuru-iwa, einen bogenförmigen Felsen.

## Name
Bei einer Wort-für-Wort-Übersetzung der Kanji-Schriftzeichen, mit denen der Name heute im Japanischen geschrieben wird, kann man zu einer Bedeutung wie „hinteres Hinteres“ oder „hinteres Ende“ kommen. Tatsächlich werden die Zeichen als sino-japanische Transkription des Namens aus dem Ainu verwendet (Ateji) und sind nicht wörtlich zu nehmen; sie stehen für i-kus-ta-mosir (イクㇱタモシㇼ) oder i-kus-un-sir (イクㇱウンシㇼ) mit ikus für „gegenüber(liegend)“ und (mo)sir für „Insel“.

## Seebeben von 1993
Am 12. Juli 1993 um 22:17 Uhr fand vor der Südwestküste Hokkaidōs ein Seebeben (北海道南西沖地震, Hokkaidō Nansei Oki Jishin) der Stärke 7,8 statt. Durch den dadurch ausgelösten Tsunami kamen auf Okushiri 165 Menschen ums Leben; auf Okushiri und an der Südwestküste Hokkaidōs entstand ein Schaden von umgerechnet 600 Millionen US-Dollar.
Anlässlich dieses Ereignisses schrieb der Tennō Akihito folgendes japanisches Gedicht namens Okushiri-tō:
壊れたる建物の散る島の浜物焼く煙立ちて悲しき
Kowaretaru/tatemono no chiru/shima no hama/mono yaku kemuri/tachite kanashiki
I am sorrowful/To see the smoke wreaths rising/From things burning out,/There along the island shore/All strewn with broken houses.

## Verkehr
Neben Fähren gibt es auf der Insel auch den kleinen Flughafen Okushiri. Auf der Insel selbst gibt es eine Ringstraße.